# Дмитриевский, Виктор Константинович
Виктор Константинович Дмитриевский (1923—2006) — советский и российский художник-живописец. Член Союза художников СССР (1952). Заслуженный художник РСФСР (1965). Народный художник РСФСР (1976).

## Биография
Родился в 1923 году в городе Зарайске Московской области.
С 1937 по 1939 годы обучался в художественной студии при ВЦСПС. С 1939 по 1942 годы обучался в Московской художественной школе.
В 1942 году призван в ряды РККА и направлен для обучения в Московское военно-инженерное училище, после окончания которого в 1944 году был оставлен в нём командиром взвода. С 1944 года — военный художник творческой группы Студии военных художников имени М. Б. Грекова, был на 2-м и 3-м Белорусском фронте. С 1945 года В. К. Дмитриевский участник боёв за освобождение Чехословакии.
С 1945 по 1951 годы обучался в Московском государственном академическом художественном институте имени В. И. Сурикова. С 1969 по 1978 годы — старший военный художник, с 1978 по 1987 годы — начальник творческого отдела Студии военных художников имени М. Б. Грекова.
Основные художественные произведения В. К. Дмитриевского, это такие живописные работы как: 1950 год — «Луна взошла», 1952 год — «Песчаный карьер над Окой», 1960 год — «Улочка старой Праги», 1963 год — «Сирень на столе», 1968 год — «Италия. Рим», 1972 год — «Тихая заводь», 1973 год — «Улочка Белграда», 1979 год — «Старший сержант Горбатовский», 1982 год — «Архангельское», 1987 год — «Грибное место», 1994 год — «Дары осени». В качестве художника В. К. Дмитриевский работал над созданием панорамы «Сталинградская битва» (1980—1982) и диорамы «Форсирование Днепра» для Музея Победы (1995).
Художественные работы В. К. Дмитриевского находятся в различных художественных галереях и музеях России, в том числе в таких как Центральный музей Вооружённых Сил и Государственная Третьяковская галерея, и в зарубежных странах, таких как США, Англия, Австрия, Дания, Голландия и Франция.
С 1952 года В. К. Дмитриевский является членом Союза художников СССР.
В 1965 году Указом Президиума Верховного Совета РСФСР В. К. Дмитриевскому было присвоено почётное звание Заслуженный художник РСФСР, в 1976 году — Народный художник РСФСР.
Умер в 2006 году в Москве. Похоронен на Перепечинском кладбище.

## Награды
- Орден Красной Звезды (1984)
- Орден «Знак Почета» (1972)
- Медаль За боевые заслуги (1954)

### Звания
- Народный художник РСФСР (1976 — «за большие заслуги в области искусства»)
- Заслуженный художник РСФСР (1965)

### Премии
- Премия имени Вита Неедлы (1972)

### Другие награды
- Золотая медаль имени М. Б. Грекова (1968)
- Почётная медаль Советского фонда мира (1982 — «за участие в создании панорамы „Сталинградская битва“»)